# СВ-99
СВ-99 — малокалиберная снайперская винтовка созданная на базе спортивной винтовки «Биатлон-7-2» для антитеррористических подразделений российских спецслужб.

## Конструкционные особенности
Mеханика оружия основана на принципе продольно скользящего затвора. Питание осуществляется из пятизарядного магазина. Ствол не хромированный, с шестью правосторонними нарезами (шаг нарезов 420 мм), изготовлен холодной ковкой. В передней части спусковой скобы находится предохранитель. Ложа симметричной формы (одинаково удобная для стрельбы с левой и правой руки), состоит из двух частей.
Приклад отъёмный, скелетной конструкции, оснащён затыльником и щекой. В нижней части приклада под откидывающейся крышкой предусмотрено место для двух запасных магазинов. Вместо приклада может быть установлена пистолетная рукоятка. В цевье имеется паз для крепления регулируемой по высоте двуногой сошки.
На винтовках первых лет выпуска ложа и приклад были изготовлены из лакированного дерева, однако в 2007 году СВ-99 получила ложу и приклад из прочной авиационной многослойной фанеры тёмно-зелёного цвета по типу СВ-98, а в 2009 году — усовершенствованный вариант ложи и приклада из чёрной пластмассы.
Открытых прицельных приспособлений нет, но винтовка имеет крепление типа «ласточкин хвост» для установки оптического прицела. Предусмотрена установка глушителя.

## Страны-эксплуатанты
- Армения: на вооружении отдельных категорий сотрудников полиции[2];
- Россия — СВ-99 поступает на вооружение отрядов ОМОН[3].